# Vatimont
Vatimont (Duits: Wallersberg in Lothringen) is een gemeente in het Franse departement Moselle (regio Grand Est) en telt 352 inwoners (2005). De plaats maakt deel uit van het arrondissement Forbach-Boulay-Moselle.

## Geografie
De oppervlakte van Vatimont bedraagt 8,1 km², de bevolkingsdichtheid is 43,5 inwoners per km².
De onderstaande kaart toont de ligging van Vatimont met de belangrijkste infrastructuur en aangrenzende gemeenten.

## Demografie
Onderstaande figuur toont het verloop van het inwonertal (bron: INSEE-tellingen).